# Taipan-costeira
Oxyuranus scutellatus, conhecida como taipan-costeira ou taipan-comum, é uma espécies de grandes serpentes extremamente venenosas da família Elapidae. É nativa das regiões costeiras do norte e leste da Austrália e da ilha da Nova Guiné. Segundo a maioria dos estudos toxicológicos, esta espécie é a terceira serpente terrestre mais venenosa, com base na dose letal mediana do seu veneno em ratos. 
A serpente taipan-costeira pode ter até três metros de comprimento e variar de cor castanho-amarelado, avermelhado a quase preto alimenta-se de roedores, anfíbios e pequenos répteis e é essencial para o ecossistema australiano.
As três espécies conhecidas de cobras taipan na Austrália são: a taipan-costeira (Oxyuranus scutellatus), a taipan-do-interior (Oxyuranus microlepidotus), e uma terceira espécie descoberta recentemente, a taipan-das-cordilheiras-centrais (Oxyuranus temporalis).
A taipan-costeira tem duas subespécies: a taipan-costeira, da Austrália, e a taipan-da-papuásia (O. s. canni), encontrada na costa sul da Papua Nova Guiné.

## Veneno
Em 2020, o Australian Reptile Park conseguiu recolher 3,32 gramas de veneno de uma cobra taipan-costeira numa única extração, o suficiente para matar 100 pessoas, estabelecendo um novo recorde mundial.
O veneno deste espécime de cobra servirá para o programa de produção de antídotos na Austrália, onde cerca de 2.000 pessoas são atacadas a cada ano, das quais cerca de 300 morrem.